# بخش گوهران
بخش گوهران، یکی از بخش‌های شهرستان بشاگرد در استان هرمزگان ایران است. مرکز این بخش، شهر گوهران است.

## تقسیمات کشوری
- بخش گوهران
  - دهستان گوهران
  - دهستان درآبسر

شهر: گوهران

## جمعیت
بر پایه سرشماری عمومی نفوس و مسکن در سال ۱۳۹۵، جمعیت بخش گوهران برابر با (۱۴٬۱۴۹ نفر بوده‌است.